# Spártacus (periódico)

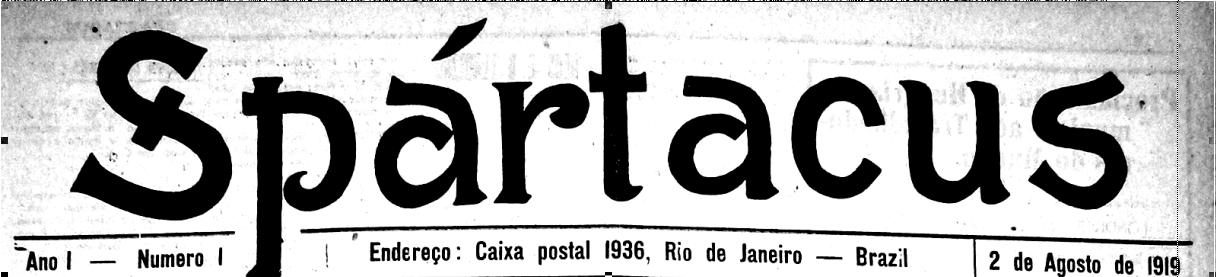
Primeira edição (1919)

Spartacus foi um periódico anarquista publicado no Rio de Janeiro na segunda década do século XX sob a direção de José Oiticica.
Em sua primeira edição, em 2 de agosto de 1919, o jornal definia a si mesmo como “Spartacus: Modesto, mas 'irreductível, todo ele consagrará á obra imensa da revolução social dos nossos dias”.
A última edição do jornal foi publicado em 10 de janeiro de 1920, totalizando 24 números.